# 重建：美国未完成的革命，1863—1877年
《重建：美国未完成的革命，1863—1877年》是一本由美国著名历史学家艾瑞克·方納创作的美國重建時期历史的專著，1988年由哈珀出版社出版，获得了1989年的班克洛夫特獎和弗朗西斯·帕克曼奖。